# Zandgrootrug
De zandgrootrug (Megalonotus sabulicola) is een wants uit de onderfamilie Rhyparochrominae en uit de familie bodemwantsen (Lygaeidae).
De onderfamilie Rhyparochrominae wordt ook weleens als een zelfstandige familie Rhyparochromidae gezien in een superfamilie Lygaeoidea. Lygaeidae is conform de indeling van bijvoorbeeld het Nederlands Soortenregister.

## Uiterlijk
Deze soort is 4 tot 5 mm lang. Net als de andere soorten uit het genus Megalonotus is het halsschild (pronotum) donker gekleurd en grof gepuncteerd en dragen de voordijen een grote en meerdere kleinere stekels. Deze wants heeft lange rechtopstaande haren op het halsschild. De kop en het schildje (scutellum) zijn zwart. De dijen van de poten zijn donker, de schenen van de middelste en achterste poten zijn lichtbruin. Het tweede segment en het onderste deel van het derde segment van de donkere antennes zijn lichtbruin. De meeste wantsen zijn langvleugelig (macropteer).

## Verspreiding en habitat
De soort komt voor in Europa van het zuidelijk deel van Scandinavië tot in het Europese deel van het Middellandse Zeegebied. Naar het oosten is hij verspreid tot in Centraal Azië, Siberië en Japan en hij is naar het noordwestelijk deel van Noord-Amerika versleept. Ze hebben een voorkeur voor droge, open, warme leefgebieden met zand- en kalksteenbodems.

## Leefwijze
De wantsen leven op de bodem polyfaag van zaden. Er is geen binding gevonden met bepaalde voedselplanten.